# ناحیه تاتابانیا
ناحیهٔ تاتابانیا (به مجاری: Tatabánya) یک ناحیه در مجارستان و در کوماروم-استرگوم واقع شده‌است. ناحیهٔ تاتابانیا ۳۳۱٫۶۵ کیلومتر مربع مساحت و ۸۵٬۶۹۱ نفر جمعیت دارد.